# Phoenix (sonda)
Phoenix (angleško Feniks) je robotsko vesoljsko plovilo na vesoljski odpravi na Marsu v okviru programa Mars Scout. Namen odprave je iskanje ustreznega okolja, ki bi lahko podpiralo mikroorganizme živeče na Marsu in raziskovanje zgodovine pojavljanja vode. Pri programu sodeluje več vesoljskih agencij in raziskovalnih laboratorijev iz ZDA, Kanade, Finske, Švice, Danske, Nemčije in Združenega Kraljestva pod vodstvom Nase.
Phoenix je bil izstreljen 4. avgusta 2007, pristajalni modul je uspešno pristal na površini Marsa 26. maja 2008 ob 01:38 po srednjeevropskem času (upoštevajoč čas, ki ga radijski signal potrebuje za pot do Zemlje) v regiji Vastitas Borealis na Marsovem severnem polu, v območju, bogatem z vodo in ledom. Phoenix je šesto plovilo, ki je uspešno pristalo na Marsu in prvo po odpravah Viking 1 ter 2 leta 1976, ki je pristalo s pomočjo motorjev. Prva naloga sonde bo izkopavanje vzorcev zmrznjenega površja z robotsko roko.
Primarni cilj odprave je bil zbiranje vzorcev površja in njihova geološka analiza, projekt pa se je zaključil 10. novembra 2008, ko NASA ni več uspela vzpostaviti stika s sondo.

## Zgodovina projekta
Avgusta 2003 je NASA po dveletnem intenzivnem tekmovanju z drugimi raziskovalnimi inštituti izbrala projekt Phoenix Univerze v Arizoni, ki bi ga izstrelila leta 2007 kot prvega v seriji majhnih, nizko proračunskih izvidniških odprav v Nasinem raziskovanju Marsa. Izbran projekt je bil nagrajen s 325 mio $. 
Peter H. Smith iz Lunar and Planetary Laboratory Univerze v Arizoni je bil kot glavni raziskovalec skupaj z 24 drugimi sodelavci izbran za vodenje odprave. Odpravo so poimenovali po Feniksu, mitološkem bitju, ki se vedno znova in znova rodi iz pepela. 
Phoenix vsebuje veliko predhodno zgrajenih komponent. Pristajalni modul, ki je bil uporabljen, je rahlo spremenjen Mars Surveyor 2001 Lander (odpravo so preklicali leta 2000), obenem pa je še obilica drugih inštrumentov iz te in druge neuspešne odprave (Mars Polar Lander). Lockheed Martin je obdržal praktično celoten pristajalni modul v hermetično zaprtem prostoru od leta 2001. Phoenix je skupni projekt univerz, Nase in letalske industrije. Znanstveni inštrumenti in operacije so bili v pristojnosti Univerze iz Arizone. Nasin Jet Propulsion Laboratoy v Pasadeni je upravljal projekt in zagotavljal nadzor nad odpravo. 
Lockheed Martin Space Systems (Denver, Kolorado) je zgradil in testiral vesoljsko plovilo. Kanadska vesoljska agencija je priskrbela meteorološko postajo, vključno z inovativnim atmosferskim senzorjem na osnovi laserja. Ostali sodelavci so še Malin Space Science Systems (Kalifornija), Max Planck Institute for Solar System Research (Nemčija), NASA Ames Research Center (Kalifornija), NASA Johnson Space Center (Teksas), Univerza De La Salle (Filipini), Optech Incorporated, SETI Institute, Univerza A&M v Teksasu, Tufts University, University of Colorado, Univerza v Kopenhagnu (Danska), University of Michigan, Univerza v Neuchâtlu (Švica), University of Texas v Dallasu, University of Washington, Washington University v St. Louisu in York University (Kanada). Znanstveniki iz Imperial Collegea v Londonu ter Bristol University so pripravili strojno opremo za odpravo in so del ekipe za upravljanje z mikroskopom.
2. junija 2005 so opravili analizo napredka projekta in predhodnega dizajna. NASA je pozitivno ocenila projekt in projekt se je nadaljeval. Osnovni namen analize je bil izogniti se prejšnjim fiaskom.

## Odprava na Mars
Odprava ima dva cilja: 
- Preučiti geološko zgodovino vode, ki je ključ do v skrivnost zavitih preteklih klimatskih sprememb;
- Iskati prostor, ki bi lahko potencialno gostil življenje. Ta bi lahko bil na meji led-zemlja.

Phoenix je opremljen z inštrumenti, ki so primerni za odkrivanje geološke in po možnosti biološke zgodovine Marsove Arktike. Phoenix je tudi prvi projekt, ki bo podal podatke s katerega koli pola in bo znatno prispeval k NASAini glavni strategiji raziskovanja Marsa:
Follow the water (Sledi vodi).
Projekt naj bi trajal 90 solov (marsovskih dni), kar je približno 92 Zemeljskih dni. Raziskovalci upajo, da bo pristajalni modul preživel prihod Marsovske zime, tako da bi lahko preučevali rast ledene kape v Phoenixovo raziskovalno območje. Pričakujejo, da bi se lahko tvorila plast do 0,75m debela ledena skorja ogljikovega dioksida. Četudi bi Phoenix preživel prihod zime, ni pričakovati, da bi preživel zimo zaradi prehudega mraza. Odprava poseduje nepomično raziskovalno postajo raje kot mobilno:
- Stroški so se zmanjšali zaradi uporabe predhodno izgrajenih aparatov in inštrumentov;
- Področje pristanka Phoenixa je relativno enakomerno in potovanje nima efektivne vrednosti;
- Teža koles, motorjev, ipd., kar je potrebno za premikanje se izkoristi za dodatne inštrumente;

## Izstrelitev
Phoenix so izstrelili 4. avgusta 2007 ob 5:26:34 EDT (0:26:34 po Greenwichu) na nosilni raketi Delta 7925 z rampe 17_A na Cape Canaveral. Izstrelitev je potekala po načrtu brez omembe vrednih anomalij. Mars Phoenix Lander je bil na zelo ugodni tirnici.

## Potek odprave
Prvi premik robotove roke je bil zakasnjen za en dan, saj na dne 27. maja 2008 ukazi z Zemlje niso bili posredovani z Mars Reconnaissance Orbiterja, ker se je UHF radijski sistem za povezavo z Phoenixom začasno izklopil. Brez novih ukazov je Phoenix izvedel rezervne ukaze, poslane en dan pred tem. Po vklopu radio sistema 28. maja je Orbiter posredoval slike izvedenih ukazov na Zemljo.
Robotska roka je ključni del odprave, saj je potrebna za pridobivanje vzorcev skozi ledene plasti severne polarne kape Marsa in njihovo dostavo instrumentom, ki jih bodo analizirali.
Poligonalne razpoke tega območja so bile že predhodno opažene in so podobne vzorcem tal z območja permafrosta na Zemlji (polarni in višinski predeli Zemlje). Dotične razpoke se ustvarjajo s padcem temperature, ko se led krči in povzroča razpoke, ki se zapolnijo z zrahljano zemljo, ki pada vanje. Ko se temperatura poveča, ima led tendenco razširiti se na prejšnjo prostornino, kar pa mu ne uspe, zato se izboči.
Robotska roka se je prvič dotaknila tal 31. maja in pobrala vzorec prahu. Vzorci so potrdili, da se pod površjem nahaja led, kasnejše analize pa so proti pričakovanjem pokazale, da je prst razmeroma bazična (pH med 8 in 9). To je dodaten faktor, ki bi lahko pripomogel k razvoju življenja, podobnega zemeljskemu, na Marsu. Druge pomembnejše ugotovitve odprave so, da sta v podlagi prisotna kalcijev karbonat (sestavina apnenca) in perklorat, klorov in kisikov ion, ki so ga sposobne metabolizirati nekatere bakterije na Zemlji. Sonda je zaznala tudi sneg in posnela več kot 25.000 fotografij.

## Zaključek
10. decembra 2008 je NASA sporočila, da so s sondo izgubili zvezo že drugega novembra in da najverjetneje ne deluje več. Domnevajo, da je sončna svetloba, ki prodira do območja pristanka na Marsovem polu pozimi, postala nezadostna za napajanje in ogrevanje sistemov na krovu, dodatno pa je njeno jakost zmanjšal nedavni peščeni vihar. Odprava, ki naj bi po pričakovanjih trajala tri mesece, se torej zaključuje po petih.
- Phoenixova slika noge, posneta 15 minut po pristanku, da bi se preverilo ali se je prah, ki se je dvignil ob pristanku, že polegel.
- Ena prvih slik s Phoenixa.
- Pogled pod pristajalnim modulom proti južni nogi. Vidne so svetle zaplate, možno led.